# Aloysio José Leal Penna
Dom Aloysio José Leal Penna SJ (Piquete, 7 de fevereiro de 1933 - Belo Horizonte, 19 de junho de 2012) foi um sacerdote jesuíta e bispo católico brasileiro.

## Episcopado
Foi bispo de Paulo Afonso de 21 de maio de 1984 a 30 de outubro de 1987, bispo de Bauru de 4 de setembro de 1990 a 4 de junho de 2000, quando foi nomeado arcebispo de Botucatu. Com a nomeação do novo arcebispo pelo Papa Bento XVI em 19 de novembro de 2008, deixou o governo da arquidiocese no dia 15 de fevereiro de 2009 quando da posse de Dom Maurício Grotto de Camargo como novo arcebispo.
No plano pastoral, Dom Aloysio esteve à frente do projeto Comunhão e Participação que, com o apoio da Universidade do Sagrado Coração e outras instituições, fez um diagnóstico da diocese de Bauru e de suas principais necessidades. A pesquisa ouviu 36 mil pessoas de todos os segmentos sociais e produziu 1 milhão de dados. O resultado foi o 6º Plano Diocesano de Pastoral, que destacava como prioridade, entre outros pontos, a juventude e a ação social.
Foi Presidente do Conselho Diretor da Pastoral da Criança e um dos idealizadores da Pastoral da Pessoa Idosa.
Faleceu no dia 19 de junho de 2012, aos 79 anos de idade.